# Pénélope à poitrine rousse
Penelope pileata
Espèce
Statut de conservation UICN

 VU A3cd+4cd : Vulnérable

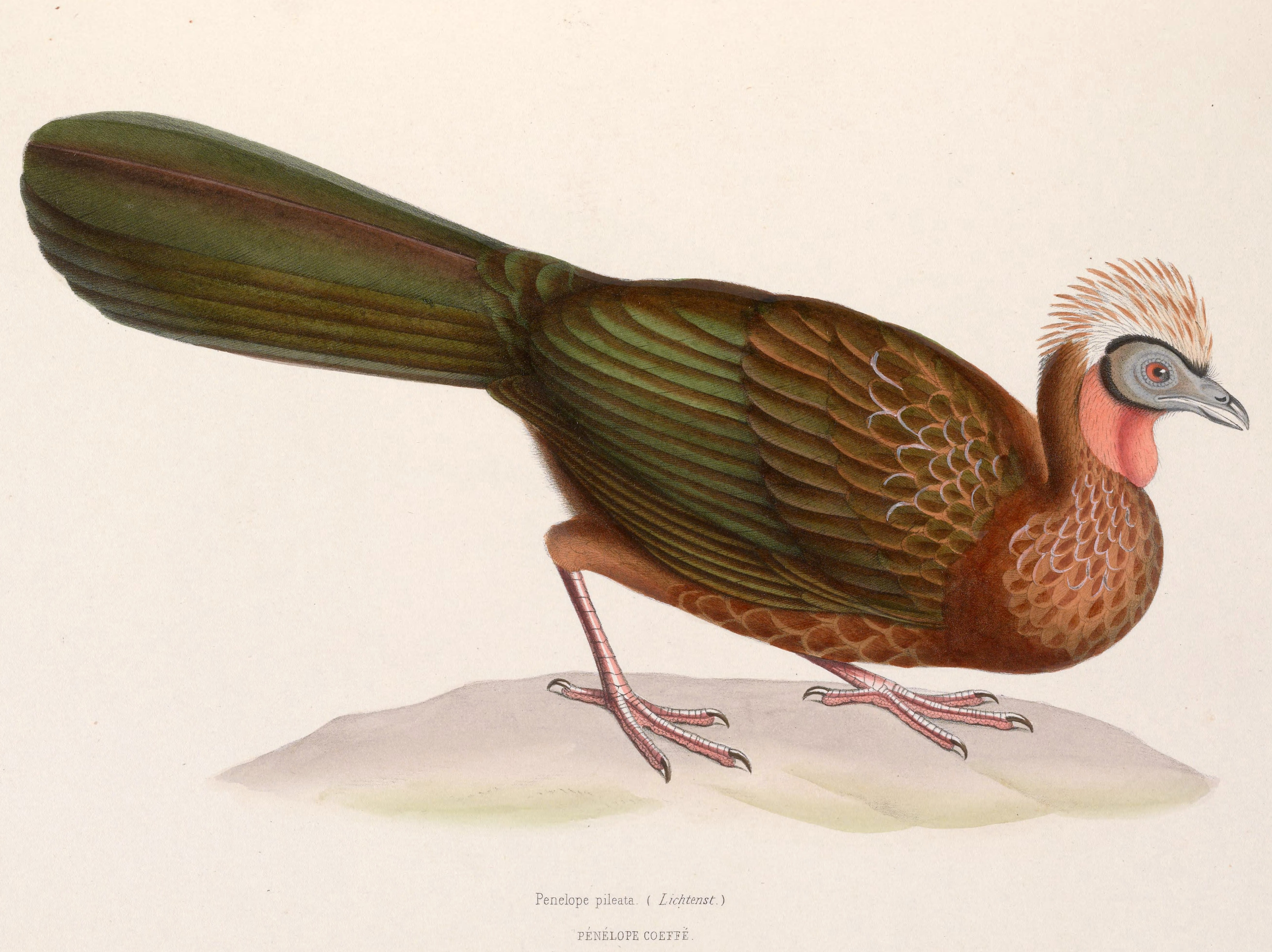
Dessin par Marc Athanase Parfait Œillet Des Murs, 1849.

La Pénélope à poitrine rousse (Penelope pileata) est une espèce d'oiseau de la famille des Cracidae.

## Répartition
On la trouve dans les régions du Sud-Est du bassin de l'Amazone au Brésil. L'espèce est limitée à la rive sud de l'Amazone, et aussi vers l'est, de la rive sud du Rio Pará au sud de l'île Marajó à l'embouchure de l'Amazone (fleuve).

## Habitat
Cet oiseau vit dans les forêts humides de plaine subtropicales et tropicales.
Il est menacé par la perte de son habitat.